# Lega professionistica del Golfo persico 2014-2015

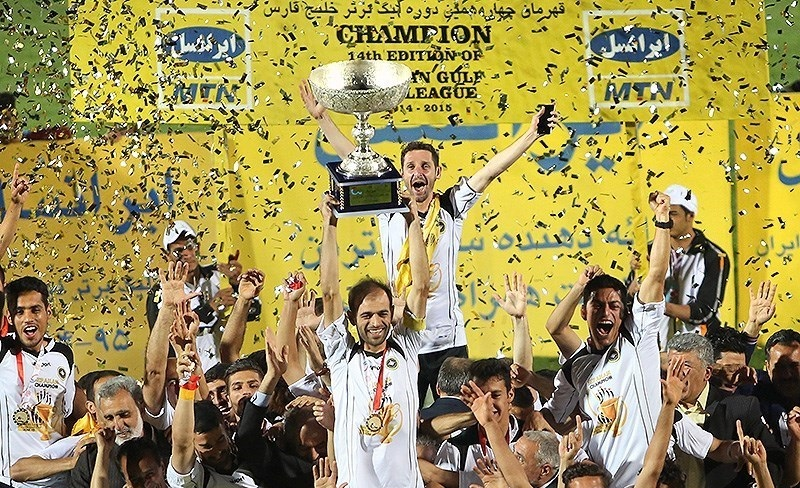
Sepahan F.C.

La Lega professionistica del Golfo persico 2014-2015 è stata la 44ª edizione del massimo livello del campionato iraniano di calcio, la 14ª edizione come Lega professionistica d'Iran 2014-2015. Il campionato è iniziato il 1º agosto 2014 e si è concluso il 30 maggio 2015 con la gara di ritorno dei play-off promozione/retrocessione. Il Foolad era la squadra campione in carica.
Il Sepahan ha vinto il campionato per la quinta volta nella sua storia.
Dopo un solo anno in massima serie sono retrocessi in Lega Azadegan il Paykan e il Naft Masjed Soleyman.

## Stagione

### Novità
Al termine della Persian Gulf Cup 2013-2014 il Damash Gilan e il Mes Kerman sono stati retrocessi in Azadegan League. Al loro posto sono stati promossi il Padideh, vincitore del girone A della Azadegan League 2013-2014 e il Naft Masjed Soleyman, vincitore del girone B della Azadegan League 2013-2014.

Dopo i playoff promozione/retrocessione il Fajr Sepasi è stato retrocesso in Azadegan League, mentre il Paykan è stato promosso in Persian Gulf Cup.

### Formula
Le 16 squadre si affrontano due volte in un girone di andata e ritorno per un totale di 30 partite.

La prima classificata vince il campionato ed è ammessa alla fase a gironi della AFC Champions League 2016.

La seconda classificata accede alla fase a gironi della AFC Champions League 2016.

La terza classificata accede all'ultimo turno di qualificazione della AFC Champions League 2016.

La vincente della Hafzi Cup 2014-2015 accede alla fase a gironi della AFC Champions League 2016. Se la vincente della Hafzi Cup ha terminato il campionato nei primi tre posti, la quarta classificata accede all'ultimo turno di qualificazione della AFC Champions League 2016.

Le ultime due classificate (15º e 16º posto) retrocedono in Azadegan League 2015-2016. La terz'ultima classificata (14º posto) gioca in gare di andata e ritorno uno spareggio con la vincente dei playoff promozione della Azadegan League 2014-2015.

## Squadre partecipanti
| Club                   | Città           | Stadio                         | Stagione precedente           |
| ---------------------- | --------------- | ------------------------------ | ----------------------------- |
| Esteghlal              | Teheran         | Stadio Azadi                   | 5º posto                      |
| Esteghlal Khuzestan    | Ahvaz           | Stadio Takhti (Ahvaz)          | 12º posto                     |
| Foolad                 | Ahvaz           | Stadio Ghadir                  | Campione dell'Iran            |
| Gostaresh Folad Tabriz | Tabriz          | Stadio Bonyan Dizel            | 10º posto                     |
| Malavan                | Bandar-e-Anzali | Stadio Takhti (Anzali)         | 7º posto                      |
| Naft Masjed Soleyman   | Masjed Soleyman | Stadio Behnam Mohammadi        | 1º posto in Azadegan League B |
| Naft Teheran           | Teheran         | Stadio Shahid Dastgerdi        | 3º posto                      |
| Padideh                | Mashhad         | Stadio Samen Al-Aeme           | 1º posto in Azadegan League A |
| Paykan                 | Qods            | Stadio Shahr-e Qods            | 2º posto in Azadegan League B |
| Persepolis             | Teheran         | Stadio Azadi                   | 2º posto                      |
| Rah Ahan               | Teheran         | Stadio Rah Ahan                | 11º posto                     |
| Saba Qom               | Qom             | Stadio Yadegar-e-Emam (Qom)    | 9º posto                      |
| Saipa                  | Karaj           | Stadio Enghelab                | 8º posto                      |
| Sepahan                | Esfahan         | Stadio Foolad Shahr            | 4º posto                      |
| Tractor Sazi           | Tabriz          | Stadio Yadegar-e-Emam (Tabriz) | 6º posto                      |
| Zob Ahan               | Esfahan         | Stadio Foolad Shahr            | 13º posto                     |

## Classifica finale
|                 | Pos. | Squadra              | Pt | G  | V  | N  | P  | GF | GS | DR  |
| --------------- | ---- | -------------------- | -- | -- | -- | -- | -- | -- | -- | --- |
| Iran (bandiera) | 1.   | Sepahan              | 59 | 30 | 17 | 8  | 5  | 46 | 27 | +19 |
|                 | 2.   | Tractor Sazi         | 58 | 30 | 17 | 7  | 6  | 58 | 34 | +24 |
|                 | 3.   | Naft Teheran         | 58 | 30 | 16 | 10 | 4  | 45 | 28 | +17 |
|                 | 4.   | Zob Ahan             | 52 | 30 | 14 | 10 | 6  | 46 | 26 | +20 |
|                 | 5.   | Foolad               | 52 | 30 | 15 | 7  | 8  | 33 | 24 | +9  |
|                 | 6.   | Esteghlal            | 47 | 30 | 13 | 8  | 9  | 40 | 34 | +6  |
|                 | 7.   | Saipa                | 41 | 30 | 11 | 8  | 11 | 36 | 24 | +2  |
|                 | 8.   | Persepolis           | 36 | 30 | 9  | 9  | 12 | 31 | 35 | -4  |
|                 | 9.   | Saba Qom             | 34 | 30 | 8  | 10 | 12 | 25 | 34 | -9  |
|                 | 10.  | Padideh              | 33 | 30 | 6  | 15 | 9  | 23 | 25 | -2  |
|                 | 11.  | Gostaresh Foulad     | 31 | 30 | 6  | 13 | 11 | 30 | 39 | -9  |
|                 | 12.  | Rah Ahan             | 31 | 30 | 8  | 7  | 15 | 27 | 48 | -21 |
|                 | 13.  | Malavan              | 30 | 30 | 6  | 12 | 12 | 26 | 34 | -8  |
|                 | 14.  | Esteghlal Khuzestan  | 27 | 30 | 4  | 15 | 11 | 35 | 46 | -11 |
|                 | 15.  | Paykan               | 26 | 30 | 4  | 14 | 12 | 16 | 29 | -13 |
|                 | 16.  | Naft Masjed Soleyman | 22 | 30 | 3  | 13 | 14 | 19 | 39 | -20 |

Legenda:
      Campione d'Iran e ammessa alla AFC Champions League 2016
      Ammesse alla AFC Champions League 2016
      Ammesso allo qualificazioni della AFC Champions League 2016
      Retrocesse in Lega Azadegan 2015-2016
Note:
Tre punti a vittoria, uno a pareggio, zero a sconfitta.
La classifica viene stilata secondo i seguenti criteri:
- Punti conquistati
- Differenza reti generale
- Reti totali realizzate

## Risultati
|                      | Est  | EsK  | Foo  | Gos  | Mal  | NMS  | NaT  | Pad  | Pay  | Per  | Rah  | Sab  | Sai  | Sep  | Tra  | Zob  |
| -------------------- | ---- | ---- | ---- | ---- | ---- | ---- | ---- | ---- | ---- | ---- | ---- | ---- | ---- | ---- | ---- | ---- |
| Esteghlal            | –––– | 1-0  | 0-1  | 3-0  | 3-1  | 1-0  | 0-1  | 0-0  | 1-0  | 1-2  | 1-0  | 1-1  | 3-2  | 2-1  | 1-4  | 1-1  |
| Esteghlal Khuzestan  | 4-4  | –––– | 0-3  | 1-1  | 1-3  | 0-0  | 1-2  | 1-1  | 1-1  | 1-1  | 1-0  | 2-0  | 2-0  | 1-3  | 2-2  | 1-1  |
| Foolad               | 2-1  | 1-0  | –––– | 1-0  | 1-0  | 2-2  | 2-2  | 0-0  | 0-0  | 2-0  | 2-0  | 0-1  | 1-1  | 0-1  | 3-2  | 0-2  |
| Gostaresh            | 0-0  | 2-2  | 3-1  | –––– | 3-2  | 0-0  | 1-1  | 0-1  | 1-0  | 2-1  | 2-0  | 0-0  | 2-3  | 0-2  | 1-3  | 3-2  |
| Malavan              | 1-1  | 1-1  | 0-0  | 1-1  | –––– | 1-0  | 1-1  | 2-2  | 1-1  | 2-1  | 3-0  | 0-0  | 0-2  | 1-0  | 0-0  | 1-3  |
| Naft Masjed Soleyman | 0-2  | 0-0  | 2-1  | 1-1  | 3-2  | –––– | 0-2  | 0-3  | 0-0  | 2-2  | 1-1  | 1-0  | 0-1  | 1-3  | 1-2  | 1-1  |
| Naft Teheran         | 2-0  | 1-1  | 0-1  | 2-1  | 2-0  | 1-0  | –––– | 1-0  | 0-0  | 2-1  | 1-2  | 1-0  | 3-1  | 3-0  | 2-1  | 0-0  |
| Padideh              | 1-1  | 1-1  | 0-0  | 2-1  | 0-0  | 1-1  | 1-2  | –––– | 1-2  | 0-1  | 3-0  | 1-1  | 0-0  | 0-1  | 1-0  | 0-0  |
| Paykan               | 0-3  | 1-1  | 1-0  | 1-1  | 1-0  | 0-0  | 1-1  | 0-0  | –––– | 0-1  | 2-3  | 0-1  | 0-0  | 1-2  | 0-2  | 1-3  |
| Persepolis           | 1-0  | 2-1  | 1-2  | 2-2  | 0-1  | 1-1  | 1-1  | 1-1  | 0-1  | –––– | 2-2  | 0-0  | 0-1  | 1-2  | 1-3  | 1-0  |
| Rah Ahan             | 1-2  | 2-2  | 0-1  | 1-0  | 1-0  | 2-2  | 1-0  | 1-0  | 0-0  | 1-2  | –––– | 2-2  | 2-1  | 1-0  | 0-3  | 0-3  |
| Saba Qom             | 1-2  | 1-2  | 0-2  | 1-0  | 1-1  | 2-0  | 1-2  | 0-0  | 0-0  | 0-2  | 1-0  | –––– | 1-0  | 2-0  | 2-3  | 2-1  |
| Saipa                | 0-1  | 3-2  | 3-1  | 0-0  | 1-0  | 0-0  | 2-1  | 4-0  | 1-1  | 2-2  | 1-2  | 3-0  | –––– | 2-2  | 0-1  | 1-0  |
| Sepahan              | 3-1  | 3-2  | 1-1  | 4-1  | 1-1  | 1-0  | 1-1  | 1-0  | 2-0  | 1-0  | 3-0  | 1-1  | 2-0  | –––– | 2-1  | 1-1  |
| Tractor Sazi         | 2-2  | 3-0  | 2-1  | 1-1  | 1-0  | 3-0  | 3-3  | 1-3  | 1-2  | 1-0  | 4-1  | 4-2  | 2-1  | 1-1  | –––– | 2-1  |
| Zob Ahan             | 2-1  | 2-1  | 0-1  | 0-0  | 2-0  | 2-0  | 5-3  | 2-0  | 1-0  | 1-0  | 2-2  | 3-1  | 4-1  | 1-1  | 0-0  | –––– |

## Spareggio
Agli spareggi promozione/retrocessione accedono la squadra classificata al 14º posto in Lega professionistica del Golfo persico 2014-2015 (Esteghlal Khuzestan) e la squadra vincitrice dei play-off della Lega Azadegan 2014-2015 (Mes Kerman). Gli spareggi si giocano su una doppia sfida di andata (il 25 maggio) e ritorno (il 30 maggio).
| Squadra 1           | Totale | Squadra 2  | Andata | Ritorno |
| ------------------- | ------ | ---------- | ------ | ------- |
| Esteghlal Khuzestan | 3 – 0  | Mes Kerman | 1 – 0  | 2 – 0   |

## Statistiche

### Classifica marcatori
| Gol |  |  | Giocatore                | Squadra      |
| --- |  |  | ------------------------ | ------------ |
| 20  |  |  | Edinho                   | Tractor Sazi |
| 12  |  |  | Sajjad Shahbazzadeh      | Esteghlal    |
| 12  |  |  | Mehdi Sharifi            | Sepahan      |
| 11  |  |  | Chimba                   | Sepahan      |
| 9   |  |  | Jaber Ansari             | Gostaresh    |
| 9   |  |  | Omid Ebrahimi            | Esteghlal    |
| 9   |  |  | Reza Enayati             | Esteghlal    |
| 9   |  |  | Masoud Hassanzadeh       | Zob Ahan     |
| 9   |  |  | Mohammad Reza Khalatbari | Sepahan      |
| 9   |  |  | Amir Arsalan Motahari    | Naft Teheran |
| 9   |  |  | Saman Nariman Jahan      | Tractor Sazi |
| 9   |  |  | Aloys Nong               | Foolad       |
| 9   |  |  | Ramin Rezaeian           | Rah Ahan     |
| 8   |  |  | Amir Arsalan Motahari    | Naft Teheran |